# Patrulla ASPA
«Патрулья Аспа» (исп. Patrulla ASPA) — пилотажная акробатическая эскадрилья испанских Военно-воздушных сил. Базируется на авиабазе Армилла. Пилотаж выполняет на пяти вертолётах Eurocopter EC120.

## История
Команда была образована 23 сентября 2003 года. Первая демонстрация группы состоялась 16 мая 2004 года в Севилье, а зарубежный дебют состоялся на авиашоу в Португалии  в 2005 году.

## Галерея

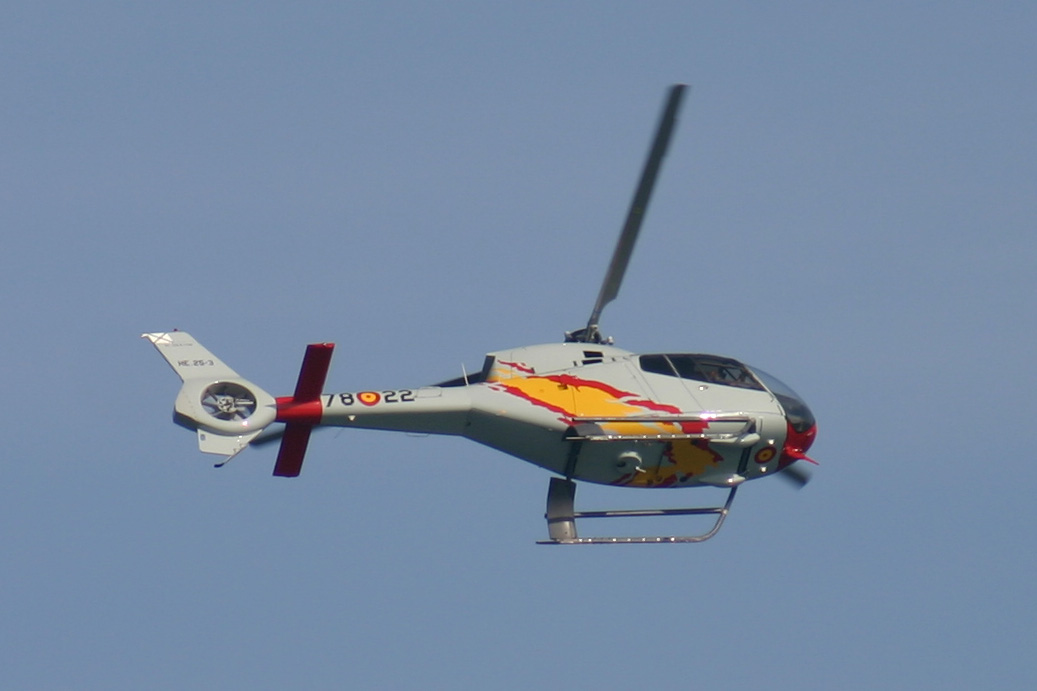
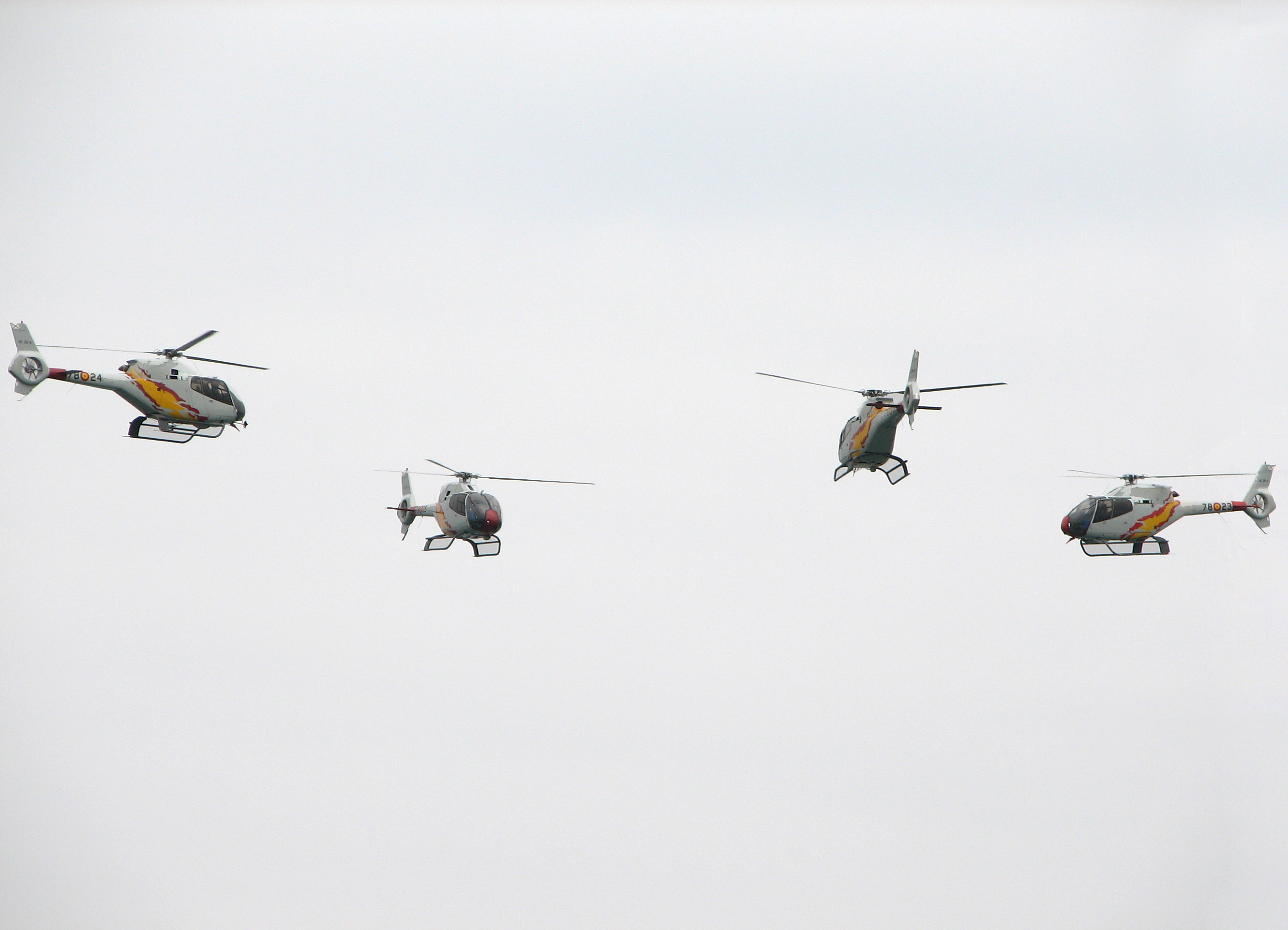